# Alma Eklund
Alma Eklund, född 8 juni 1975 i Örebro, död 22 maj 2003 på Sankt Görans sjukhus i Stockholm, var en svensk fotomodell och skådespelerska. Hon gick även under namnen Alma Jansson och Alma Jansson-Eklund, samt artistnamnet Alma Ufo.
Alma Eklund är mest omtalad som den dansande och sjungande tjejen i musikvideon till den svenske artisten Stakka Bo:s hitlåt ”Here we go” från 1993. Hon medverkade dock även i flera andra musikvideor med svenska artister som Magnus Uggla och Thomas Di Leva.
I början av 2000-talet utbildade sig Alma Eklund till skådespelerska på dåvarande Teaterhögskolan i Stockholm. Hon fick goda recensioner för sin roll som husjungfrun Helene i Henrik Ibsens pjäs Ett dockhem på Stockholms stadsteater. Motspelare var bland andra Sven Wollter, Helena Bergström och Lis Nilheim.

## Biografi
Alma Eklund växte upp i Lindesberg i Västmanland. Redan i mellanstadiet visade hon intresse för teater.

### Fotomodell- och musikkarriär
I början av 1990-talet flyttade Alma Eklund till Stockholm. Där gick hon ut gymnasiet och började jobba som fotomodell.
Alma Eklund tillhörde modellagenturen FaceIt Agency, med kontor på Grevgatan på Östermalm i Stockholm. Som modell arbetade Eklund främst i Stockholm, men även i bland annat Aten och London. Hon gjorde förutom fotojobb även reklamfilm.
Under sin tid som fotomodell medverkade Alma Eklund i flera musikvideor för svenska artister. Mest omtalad är hon som den dansande och sjungande tjejen i musikvideon till den svenske artisten Stakka Bo:s hitlåt ”Here we go” från 1993. I videon mimar Eklund till sångerskan Nana Hedin:s sång.
Några andra musikvideor Eklund medverkade i är:
- ”Naked number one” med Thomas Di Leva från 1993. Eklund spelar här en prinsessa som springer iväg med Di Levas Messias-gestalt i slutet av videon.[11]
- ”Victoria” med Magnus Uggla från 1994.[12] Alma Eklund medverkade här tillsammans med ett flertal andra fotomodeller, bland andra Carina Nilsson som också tillhörde FaceIt Agency.[13]

Alma Eklund bidrog även (under namnet Alma Jansson) med fotografier och röstinsatser till flera av Thomas Di Levas album.

### Skådespelarkarriär
Alma Eklund hade under en längre tid haft som mål att vidareutbilda sig till skådespelare.

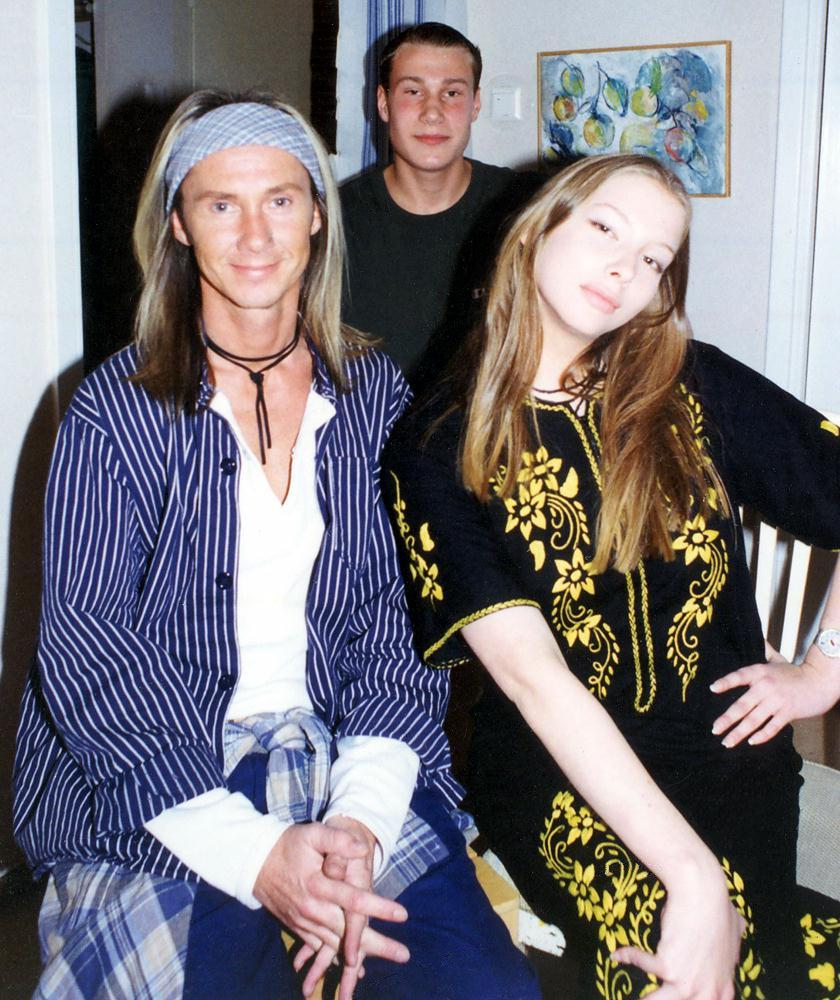
Christer Lindarw, Mikael Lundberg och Alma Eklund under repetitionerna av föreställningen Mae West i september 1993.

I början av 1990-talet ingick Eklund i producenten och regissören Lars Jacobs ensemble, på rekommendation av Camilla Henemark. Bland annat var Eklund 1993 med i föreställningen Mae West, en hyllning till den amerikanska skådespelerskan som skulle fyllt 100 det året. Tillsammans med artisten Christer Lindarw gjorde Alma Eklund ett nummer hämtat ur Elvis Presley-filmen Frankie and Johnny. Eklund spelade Nellie Bly, en av rollfigurerna i filmen.
1999–2000 gick Eklund den förberedande ettåriga skådespelarlinjen på Stockholms Elementära Teaterskola.
Hösten 2000 påbörjade Eklund sina studier på “Scenskolan”, dåvarande Teaterhögskolan i Stockholm. Under tredje året, hösten 2002 – våren 2003, praktiserade hon på Stockholms stadsteater. Där spelade hon rollen som husjungfrun Helene i Ibsens pjäs Ett dockhem, mot bland andra Sven Wollter, Helena Bergström och Lis Nilheim. Recensionerna var goda. Svenska Dagbladet skrev att ”Alma Eklund skapar ett helt drama i sin lilla roll, då hon skräckslaget åser och drabbas av husets sammanbrott”. Eklund fick under våren 2003 anställning på Stockholms stadsteater, vid sidan av sina studier.

### Privatliv
Alma Eklund var vegetarian. Hon var också intresserad av andliga frågor.
Alma Eklund var nära vän till fotomodellen och artisten Camilla Henemark. Enligt Henemark var Alma Eklund som en yngre syster för henne.

### Död
Efter en längre tids psykisk ohälsa lades Alma Eklund i april 2003 in på psykiatriska kliniken vid Sankt Görans sjukhus i Stockholm. Trots behandling blev hennes tillstånd allt sämre, vilket ledde till att hon efter en tid blev flyttad till en sluten avdelning. På morgonen den 22 maj 2003 begick Alma Eklund självmord genom att hänga sig inne på den låsta avdelningen.
Alma Eklund är begravd i sin hemort Lindesberg.

## Eftermäle
I Dagens Nyheter den 10 juli 2003 hade Sven Wollter med ett minnesord om Alma Eklund. Bland annat skrev han: ”denna skimrande skälvande fågel som bar namnet Alma Eklund flög bort och lämnade oss jordtyngda i stor saknad. Men vi glömmer inte.” Thomas Di Levas låt ”Om dig” handlar om Alma Eklund. Låten finns med på skivan Tiden faller som kom 2004. Stockholms Elementära Teaterskola bildade 2011 Teatergruppen Alma till minne av sin tidigare elev Alma Eklund. Camilla Henemarks självbiografi Adjö det ljuva livet från 2012 är bland andra tillägnad ”Alma”.